# Salmo 68

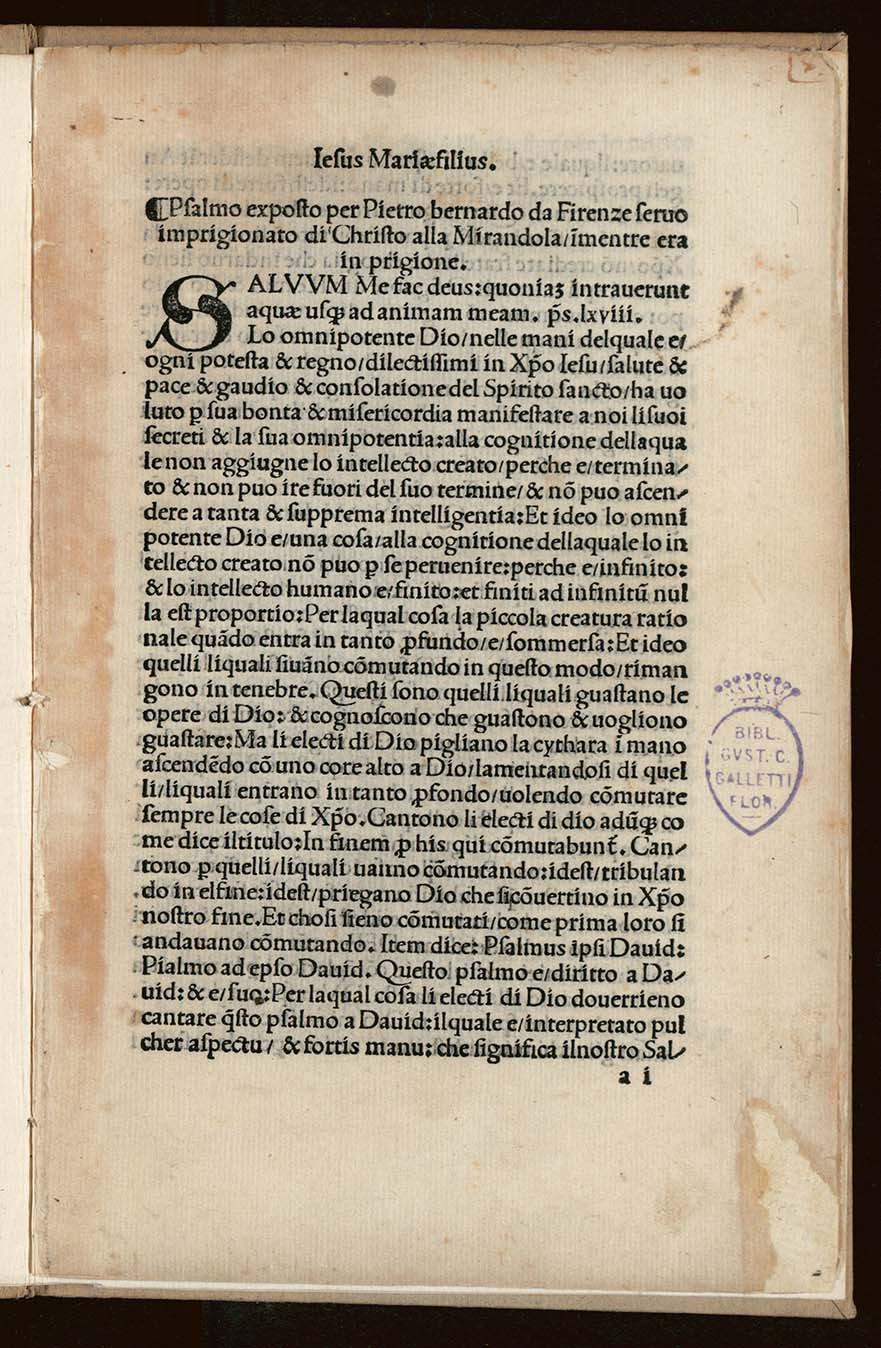
Pietro Bernardino, incipit di Esposizione del salmo 68, 1500

Il salmo 68 (67 secondo la numerazione greca) costituisce il sessantottesimo capitolo del Libro dei salmi.
È utilizzato dalla Chiesa cattolica nella liturgia delle ore.